# Paestum (stacja kolejowa)
Paestum – stacja kolejowa w Paestum, w regionie Kampania, we Włoszech. Znajdują się tu 2 perony. Według klasyfikacji Rete Ferroviaria Italiana posiada kategorię srebrną.